# Chaetocnephalia innupta
Chaetocnephalia innupta är en tvåvingeart som beskrevs av Cortes 1945. Chaetocnephalia innupta ingår i släktet Chaetocnephalia och familjen parasitflugor. Inga underarter finns listade i Catalogue of Life.